# La Caille (cráter)
La Caille es un cráter de impacto localizado en las irregulares tierras altas del sur lunar. Se encuentra al noreste del cráter  Purbach. Hacia el sur, y separados por una pequeña distancia, se encuentran los restos del cráter Blanchinus. Hacia el noreste se encuentra el cráter Delaunay.
|  |  |

El suelo interior del cráter fue inundado en el pasado con lava, por lo que es relativamente liso, sin una elevación central. Solo unos pequeños cráteres hacia el norte y noreste marcan la superficie. Un sistema de rayos, probablemente del cráter Tycho, se encuentra en el sur y centro de la formación.
El borde del cráter está muy erosionado y golpeado, con cráteres a través de él y en su exterior. El más notable de estos es La Caille D, que se encuentra en el borde este.

## Cráteres satélite
Por convención estos elementos son identificados en los mapas lunares poniendo la letra en el lado del punto medio del cráter que está más cercano a La Caille.
|           | \| la Caille \| Coordenadas \| Diámetro \| \| --------- \| --------------------------- \| -------- \| \| A \| 22°48′S 0°24′E / -22.8, 0.4 \| 8 km \| \| B \| 20°54′S 1°24′E / -20.9, 1.4 \| 7 km \| \| C \| 21°12′S 1°24′E / -21.2, 1.4 \| 15 km \| \| D \| 23°36′S 2°12′E / -23.6, 2.2 \| 12 km \| \| E \| 23°30′S 2°48′E / -23.5, 2.8 \| 27 km \| \| F \| 23°36′S 3°24′E / -23.6, 3.4 \| 8 km \| \| G \| 20°30′S 2°00′E / -20.5, 2.0 \| 11 km \| \| H \| 24°42′S 0°48′E / -24.7, 0.8 \| 6 km \| \| J \| 22°30′S 0°54′E / -22.5, 0.9 \| 5 km \| \| K \| 21°00′S 0°36′E / -21.0, 0.6 \| 30 km \| \| L \| 24°36′S 1°24′E / -24.6, 1.4 \| 5 km \| \| M \| 22°18′S 1°36′E / -22.3, 1.6 \| 15 km \| \| N \| 21°54′S 1°18′E / -21.9, 1.3 \| 10 km \| \| P \| 22°30′S 0°00′E / -22.5, 0.0 \| 25 km \| |          |
| la Caille | Coordenadas | Diámetro |
| A         | 22°48′S 0°24′E / -22.8, 0.4 | 8 km     |
| B         | 20°54′S 1°24′E / -20.9, 1.4 | 7 km     |
| C         | 21°12′S 1°24′E / -21.2, 1.4 | 15 km    |
| D         | 23°36′S 2°12′E / -23.6, 2.2 | 12 km    |
| E         | 23°30′S 2°48′E / -23.5, 2.8 | 27 km    |
| F         | 23°36′S 3°24′E / -23.6, 3.4 | 8 km     |
| G         | 20°30′S 2°00′E / -20.5, 2.0 | 11 km    |
| H         | 24°42′S 0°48′E / -24.7, 0.8 | 6 km     |
| J         | 22°30′S 0°54′E / -22.5, 0.9 | 5 km     |
| K         | 21°00′S 0°36′E / -21.0, 0.6 | 30 km    |
| L         | 24°36′S 1°24′E / -24.6, 1.4 | 5 km     |
| M         | 22°18′S 1°36′E / -22.3, 1.6 | 15 km    |
| N         | 21°54′S 1°18′E / -21.9, 1.3 | 10 km    |
| P         | 22°30′S 0°00′E / -22.5, 0.0 | 25 km    |